# Hottentotta pellucidus
Espèce
Hottentotta pellucidus est une espèce de scorpions de la famille des Buthidae.

## Distribution
Cette espèce est endémique d'Oman. Elle se rencontre au-dessus de 1 600 m d'altitude dans les monts Hajar.

## Description
Le mâle holotype mesure 60,00 mm et la femelle paratype 64,00 mm.

## Publication originale
- Lowe, 2010 : « Two new species of Hottentotta Birula, 1908 (Scorpiones: Buthidae) from northern Oman. » Euscorpius, no 103, p. 1-23 (texte intégral).